# Эвери, Эрик
Эрик Адам Эвери (англ. Eric Adam Avery; 25 апреля 1965, Лос-Анджелес) — американский музыкант, сооснователь и бас-гитарист рок-группы Jane's Addiction. Он играл в Jane's Addiction, в период с 1985 по 1991 годы, он присоединялся к группе вновь — в 2008 году, после чего опять покинул её в 2010 году.

## Биография
Эрик Эвери родился в Лос-Анджелесе, штат Калифорния. Его отец, актёр Брайан Эвери, с конца 1950-х участвовал в многочисленных телевизионных постановках, однако наиболее известен широкой публике по роли Карла Смита из кинофильма «Выпускник».
Первая встреча Эрика и Дэйва Наварро (будущего гитариста Jane’s Addiction) произошла, во время учёбы в Гимназии святого апостола Павла (англ. St. Paul the Apostle Grammar School), в Западном Лос-Анджелесе, католической приходской школе основанной святыми отцами паулистами. Эрик и Дэйв учились вместе. Позже, Эрик продолжил обучение в Loyola High School в Лос-Анджелесе, а Дэйв перешёл в Notre Dame High School в городке Шерман Оукс, Калифорния. В новой школе Дэйв учился со Стивеном Перкинсом. Позже, Стивен познакомился с сестрой Эрика, Ребеккой Эвери, с которой они стали встречаться. Именно Ребекка предложила, чтобы Эрик и Перри Фаррелл прослушали Стивена в качестве барабанщика для их группы Jane's Addiction.

## Карьера
После первого распада Jane's Addiction Эвери какое то время вёл не публичный образ жизни. Однако, вскоре он создал новую группу вместе с Дэйвом Наварро, она получила название Deconstruction. После этого, до 2008 года музыкант последовательно отклонял все предложения по поводу воссоединения бывшего коллектива. В середине 1990-х он записал материал и гастролировал с популярной канадской певицей Аланис Мориссетт, в период работы между ними возник кратковременный роман. Также, в 1994 году, он создал другой параллельный проект — группу Polar Bear. В середине 1990-х группы Tool, Мэйнард Джеймс Кинан, предлагал Эрику на какое-то время заменить бас-гитариста Пола Д’Амура. Однако, Эвери предложил Мэйнарду, взять в качестве нового басиста тоогдашнего менеджера Tool Теда Гарднера (который ранее был менеджером в Jane’s Addiction). Сам Эвери отклонил предложение, мотивировав это тем, что он хочет сконцентрироваться на продвижении Polar Bear. Как показано в фильме «Some Kind Of Monster», Эвери проходил прослушивание на место нового басиста группы Metallica, после ухода Джейсона Ньюстеда. Однако, музыканты сочли Эвери не совсем подходящим для их группы; вместо него они взяли Роберта Трухильо, который ранее играл у Оззи Осборна и в Suicidal Tendencies. В 2005 году Эвери гастролировал с группой Garbage, когда они проводили тур в поддержку своего нового альбома — Bleed Like Me.
Эвери недолгое время сотрудничал со The Smashing Pumpkins, но в итоге так и не вошёл в основной состав коллектива. Ему не заплатили за проделанную работу, но он говорил, что репетиции группы проходили очень весело: «Я присоединился к [Pumpkins] с той же самым настроем, который был у меня во время прослушивания у Metallica — я надеялся получить положительные эмоции чтобы было, что рассказать жене. У меня не было завышенных ожиданий. До этого я слышал только плохие вещи о работе [других музыкантов] с Билли [Корганом], но я пошёл к нему, и, мне кажется, действительно не плохо провёл время» (англ. «I went into [the Pumpkins] with the same mentality I took with me when I auditioned for Metallica — I expected to have a good story to tell my wife. I had no expectations. I had heard nothing but bad things about working with Billy, but I went, and I found it to be a really inspiring time»). В итоге, Билли Корган самостоятельно записал все басовые партии для альбома Zeitgeist (2007 года) и после этого нанял Джинджер Рейс в качестве концертного бас-гитариста для турне в поддержку лонгплея.
В 2007 году Эвери и Жан-Паскаль Бинтус написали музыку к документальному фильму «11-й час». В апреле 2008 года он выпустил свой дебютный сольный альбом Help Wanted на лейбле Dangerbird Records.
После отклонения нескольких предложений выступить с Jane's Addiction, В 2008 году Эвери появился вместе со своими бывшими коллегами на церемонии награждения журнала New Musical Express Awards. В ходе церемонии группе вручили награду «Godlike Genius Award for Services to Music», там же произошло их первое совместное выступление, впервые за 17 лет. После этого они отыграли несколько «секретных» шоу в клубах Лос-Анджелеса, в октябре и ноябре 2008 года. 19 марта 2009 года оригинальный состав группы выступил на фестивале Southwest Music festival, в Остине, они отыграли 45-минутный сэт в заброшенном продуктовом магазине Safeway.
Официальный сайт Jane's Addiction был обновлен в феврале 2009 года, на нём появилась информация о новых выступлениях группы. Также на нём был размещён незаконченный блог под названием «В студии», это привело к слухам, что группа может работать над новым альбомом. Фото Эрика Эвери, Стивена Перкинса и Дэйва Наварро, сделанные Трентом Резнором, позже появились на официальном сайте Nine Inch Nails, это породило мнение, что Резнор мог помогать Jane's Addiction в записи нового материала. Трент работал с Jane’s Addiction в своей студии, вместе они сделали ремиксы и перезаписали две старые песни — «Chip Away» и «Whores» (они впервые появились на дебютном альбоме группы), которые опубликовали в интернете. Их сотрудничество привело к совместному турне Amphitheater tour (фанаты остроумно прозвали его «NIN/JA» — Nine Inch Nails/Jane’s Addiction), он стал первым совместным туром для Эвери и Jane's Addiction с 1991 года, а также для Jane's Addiction и Nine Inch Nails, со времен первого фестиваля Lollapalooza 1991 года, в котором Jane's Addiction и Nine Inch Nails были одними из ключевых артистов.
1 марта 2010 года, после краткого десятидневного тура по Австралии, который несколько раз переносился, Эвери заявил на своей вэб-странице в Twitter «[…] эксперимент Jane’s Addiction подходит к концу». За несколько недель до этого начали появляться слухи, что новым басистом группы станет Дафф МакКаган, однако, Эвери отыграл со своими коллегами оставшиеся гастрольные даты 2009 — 2010 годов.
Комментируя альбом Stadium Arcadium (2006 года) гитарист Red Hot Chili Peppers Джон Фрушанте, заявил, что на его гитарный стиль чрезвычайно повлиял богатая и очень мелодичная техника Эрика Эвери.
В настоящее время Эвери является участником проекта Giraffe Tongue Orchestra совместно с гитаристом Брентом Хайндсом из группы Mastodon, гитаристом Беном Вейнманом из The Dillinger Escape Plan и барабанщиком Джоном Теодором из The Mars Volta. Также он является концертным музыкантом группы Garbage. Кроме того, он поучаствовал в записи песни «Battle in Me» этой группы.

## Дискография

#### Jane’s Addiction
- 1987 Jane’s Addiction
- 1988 Nothing's Shocking
- 1990 Ritual de lo Habitual
- 1991 Live and Rare (сборник би-сайдов, с ремиксом композиции «Been Caught Stealing»)
- 1997 Kettle Whistle (сборник концертных записей, демо и неизданного материала)
- 2006 Up From the Catacombs
- 2009 A Cabinet of Curiosities (бокс-сет)

#### Deconstruction
- 1994 Deconstruction

#### Polar Bear
- 1996 Self-titled
- 1997 Chewing Gum EP
- 1999 Why Something Instead of Nothing?

#### Сольные
- 2008 Help Wanted
- 2012 TBA